# Singafrotypa okavango
Espèce
Singafrotypa okavango est une espèce d'araignées aranéomorphes de la famille des Araneidae.

## Distribution
Cette espèce est endémique du Botswana. Elle se rencontre dans le delta de l'Okavango.

## Description
Le mâle holotype mesure 7,49 mm et la femelle paratype 9,61 mm. Les femelles mesurent de 9,61 à 14,57 mm.

## Étymologie
Son nom d'espèce lui a été donné en référence au lieu de sa découverte, l'Okavango.

## Publication originale
- Kuntner & Hormiga, 2002 : The African spider genus Singafrotypa (Araneae, Araneidae). Journal of Arachnology, vol. 30, p. 129-139 (texte intégral).